# Еким Бончев
Еким Стефанов Бончев е български геолог и университетски преподавател, професор в Софийския университет и академик в Българска академия на науките. Работи в областта на геотектониката, палеонтологията, стратиграфията и регионалната геология.

## Биография
Роден е на 16 април 1907 г. стар стил в София в семейството на геолога Стефан Бончев. През 1926 г. завършва Априловската гимназия в Габрово, а през 1930 г. – естествена история в Софийския университет. След което, на 29 ноември 1931 година защитава успешно дисертация за степен „доктор по естествени науки“. През 1932 – 1933 г. работи като учител.

## Преподавателска дейност
През 1932 г. е назначен за асистент в катедрата по геология и палеонтология на Софийския университет. Преподава в продължение на повече от 40 г. Избран е за редовен доцент през 1941 г., а от 1945 г. е редовен професор и ръководител на катедра. В Софийския университет чете курсове по „Обща геология“, „Исторична геология“, „Геотектоника“, „Регионална геология“ и „Геология на България“.

## Научна дейност
От 1937 до 1939 г. специализира геотектоника при професор Ханс Щиле в Берлин. През 1947 г. е избран за член-кореспондент, а от 1961 г. е академик на Българска академия на науките. Еким Бончев е един от основателите на Геологическия институт при Българска академия на науките. Негов заместник-директор в периода 1953 – 1960 г. и директор – 1960 – 1967 г. Член е на Българското геологическо дружество от 1930 г. и негов председател през 1947 – 1948 г.
Сред палеонтоложките приноси на Еким Бончев са и доказването за пръв път, сам или в съавторство, на Ордовишката система, на Аптския, Албския и Каловския етаж в България.
Еким Бончев е автор на първите обобщени трудове за геоложкия строеж на българската територия. Работи върху регионалната геология, стратиграфията и главно тектониката на България. Дава първата синтеза на геоложкия ѝ строеж. Участвал е в съставянето на първата геоложка карта на България в мащаб 1:200 000 от 1961 г.
Еким Бончев е погребан в парцел 26 на Централните софийски гробища.

## Отличия
- 1977 г. – удостоен е със званието „Народен деятел на науката“[11]

## Избрана библиография
- Бончев, Еким Ст. Върху аптиенската фауна от Орханийския предбалкан (опит за биостратиграфско разглеждане на Аптиена) (съ 5 таблици вкаменелости) //  Списание на Българското геологическо дружество V (3).   1933. с. 215-249. Посетен на 31 август 2024.
- Цанков, Васил;  Бончев, Еким. Няколко Cephalopoda от Байосиена при с. Стратиджа, Ески-Джумайско //  Годишник на Софийския университет. Физико-математически факултет. Книга 3 - Естествена история; Annuaire de l'Universite de Sofia. Faculte Physico-mathematique. Livre 3 - Sciences naturelles 30.   1934. с. 235 - 254. Посетен на 31 август 2024.
- Бончев, Еким. Геология на България.   София, Наука и изкуство, 1955.
- Бончев, Еким. Върху някои проблеми на регматичната двойка „Берковица- Ябланица” (Втора регматична двойка) в Западна България //  Годишник на Софийския университет. Геолого-географски факултет. Книга 1 - Геология; Annuaire de l'Universite de Sofia. Faculte de geologie et geographie. Livre 1 - Geologie 61 (1).   1969. с. 105-119. Посетен на 1  септември 2024.
- Bončev, Ek.; P. Bokov; Tz. V. Tzankov. Über den Kryptorupturen Gürtel von Oltenia //  Годишник на Софийския университет. Геолого-географски факултет. Книга 1 - Геология; Annuaire de l'Universite de Sofia. Faculte de geologie et geographie. Livre 1 - Geologie 61 (1).   1969. с. 121-139. Посетен на 1  септември 2024.
- Бончев, Еким. Проблеми на българската геотектоника.   София, Техника, 1971.
- Бончев, Еким. Балканидите, геотектонско положение и развитие.   София, Издателство на БАН, 1986.
- Бончев, Еким. Избрани трудове.   София, Издателство на Българска академия на науките, 1988.
- Бончев, Еким. Георги Златарски.   София, Университетско издателство "Свети Климент Охридски", 1988.

- Фосили от колекцията на Еким Бончев, изложени в Музея по палеонтология и исторична геология на Софийския университет
- Astarte obovata Sowerby, Апт, Балван махала, Великотърновско
- Cuccullaea gabrielis (d'Orbigny) Апт, Липница, Ботевградско
- Eugura interrupta From, Апт, Липница
- Glauconia strombiformis (Schlotheim), Апт, Липница_(Софийска_област)
- en: Nerinea astrachanica Rehbinder, Апт, Липница
- en: Trigonia archiaciana d'Orbigny, Апт, Балван
- en:Trigonia carinata Agassiz, Апт, Липница
- en:Trigonia nodosa orbignyania (Lycett), Апт, Балван